# Ceramius beaumonti
Ceramius beaumonti är en stekelart som först beskrevs av Giordani Soika 1957.  Ceramius beaumonti ingår i släktet Ceramius och familjen Masaridae. Inga underarter finns listade.